# Benjamin Rosenbluth

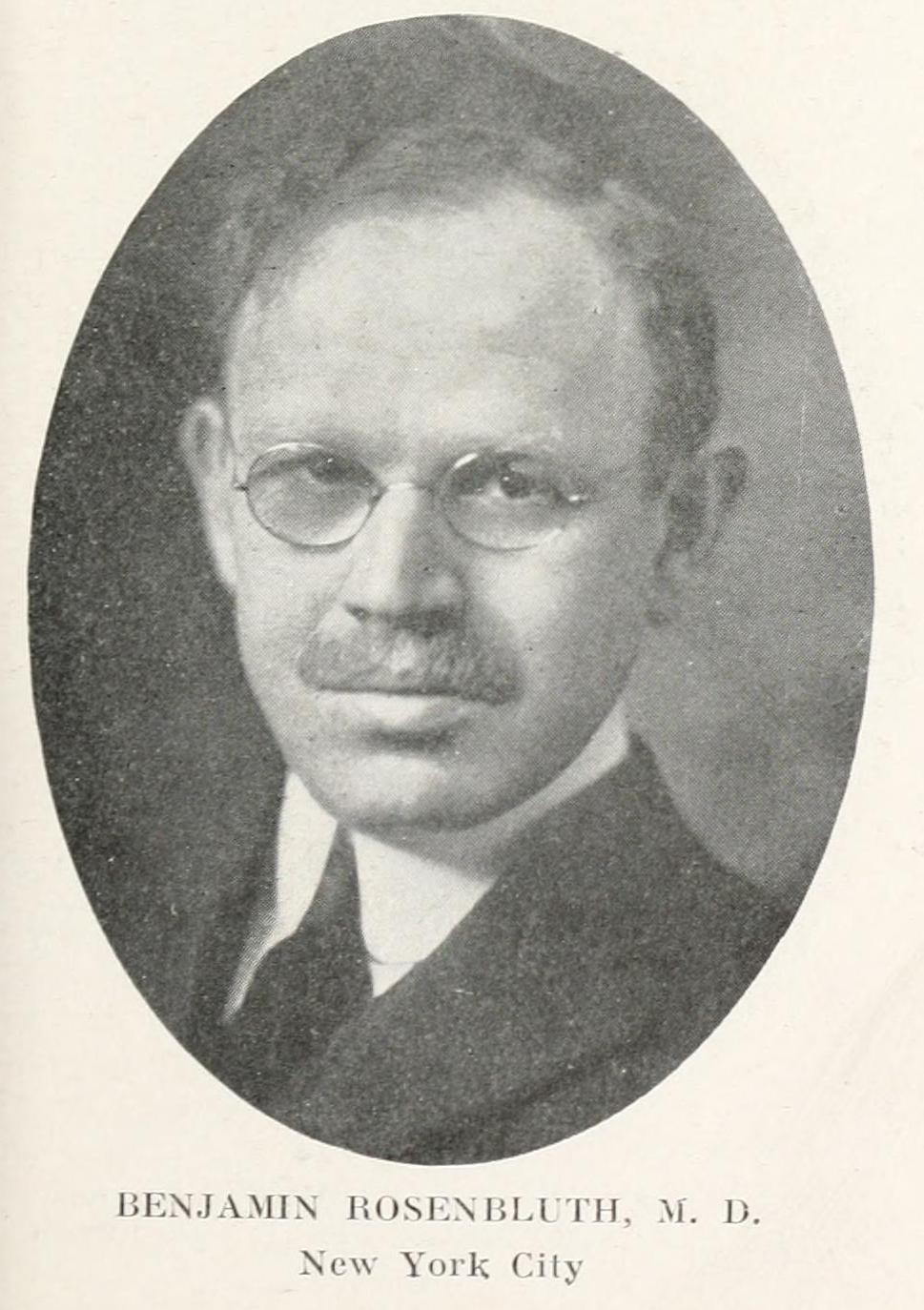
Benjamin Rosenbluth

Milton Benjamin Rosenbluth (ur. 17 stycznia 1891 w Nowym Jorku, zm. 24 marca 1959 w Nowym Jorku) – amerykański lekarz.
Absolwent Columbia University (1902). Po ukończeniu rezydentury praktykował jako attending physician w Bellevue Hospital i University Hospital. Razem z Sigmundem Goldwaterem założył Goldwater Memorial Hospital i został jego dyrektorem do spraw medycznych. Należał do New York Psychoanalytic Society i New York Neurological Society.

## Prace
- The Routine Practice of Psycho-Analysis and Its Related Subjects. American Medicine 17, ss. 661-670 (1911)
- Case of tumor of the cerebellum that gave negative results to tests of labyrinth and labyrinthine tract[2] (1923)